# La Conférence des oiseaux (roman)
La Conférence des oiseaux (titre original : The Conference of the Birds) est un roman de fantasy de l'auteur américain Ransom Riggs. Il s'agit du cinquième volume de la série Miss Peregrine et les Enfants particuliers et de la suite de La Carte des jours.